# Соклер, Эстер
Эстер Соклер (словен. Ester Sokler; род. 4 июня 1999[…], Кршко) — словенский футболист, нападающий клуба «Абердин».

## Клубная карьера
Соклер — воспитанник клуба «Кршко». 26 ноября 2016 года в матче против «Марибора» он дебютировал в чемпионате Словении. 20 мая 2018 года в поединке против «Домжале» Эстер забил свой первый гол за «Кршко». В 2020 году игрок недолго выступал за «Брежице 1919» во Второй лиге Словении. В начале 2021 года Соклер перешёл в «Целе». 17 февраля в матче против «Алюминия» он дебютировал за новую команду. 1 мая 2021 года в поединке против «Марибора» Эстер забил свой первый гол за «Целе».
Летом 2022 года Соклер перешёл в «Радомлье». 16 июля в матче против «Марибора» он дебютировал за новый клуб. 5 сентября в поединке против «Браво» Эстер забил свой первый гол за «Радомлье».
Летом 2023 года Сокдер перешёл в шотландский «Абердин», подписав контракт на 3 года. 5 августа в матче против «Ливингстона» он дебютировал в шотландской Премьер-лиге. 14 декабря в поединке Лиги конференции против франкфуртского «Айнтрахта» Эстер забил свой первый гол за Абердин.